# Jānis Teodors Grosbergs
Jānis Teodors Grosbergs (ur. 28 sierpnia 1896 r. w miejscowości Rujiena na Łotwie w granicach Rosji, zm. 29 kwietnia 1970 r. w St. John’s w Kanadzie) – łotewski wojskowy (podpułkownik), dowódca 2 Łotewskiego Policyjnego Pułku SS pod koniec II wojny światowej.
Od lutego do czerwca 1916 r. szkolił się w akademii wojskowej w Irkucku. Następnie został przydzielony do Łotewskiego Rezerwowego Pułku Piechoty, a później do 5 Łotewskiego Batalionu Strzeleckiego w Zemgale. W grudniu 1916 r. został ranny. Od marca 1917 r. służył w 5 Łotewskim Pułku Strzeleckim. W grudniu tego roku zwolniono go ze służby wojskowej. 18 grudnia 1918 r. wstąpił do nowo formowanej armii łotewskiej, dostając stopień porucznika. Służył w Samodzielnej (Studenckiej) Kompanii, 1 Kompanii Rezerwowej, a następnie 4 Samodzielnym Batalionie. W sierpniu 1919 r. przeszedł do 8 Pułku Piechoty w Daugavpils. W grudniu tego roku awansował na kapitana. Od 1924 r. był zastępcą szefa sekcji operacyjnej w sztabie generalnym armii łotewskiej, zaś od 1925 r. szefem tej sekcji. W tym roku awansował do stopnia podpułkownika. W 1930 r. objął dowodzenie batalionu w 2 Pułku Piechoty w Ventspils. W 1933 r. ponownie został przeniesiony do sztabu generalnego na stanowisko szefa sekcji organizacyjno-mobilizacyjnej. Od 1937 r. pracował w akademii wojskowej. W 1939 r. objął funkcję zastępcy dowódcy 1 Pułku Piechoty w Liepāja. Po aneksji Łotwy przez ZSRR został we wrześniu 1940 r. przeniesiony do XXIV Terytorialnego Korpusu Strzeleckiego Armii Czerwonej, po czym kilka miesięcy potem zwolniony z armii. Kiedy wojska niemieckie zajęły obszar Łotwy w 1941 r., podjął współpracę z okupantami. W 1943 r. wstąpił do Legionu Łotewskiego SS, dostając stopień Waffen-Obersturmbannführera der SS. Od lutego do 23 września 1944 r. dowodził 2 Łotewskim Policyjnym Pułkiem SS w Liepāja. Pod koniec wojny udało mu się przedostać na tereny zajmowane przez wojska alianckie. Na emigracji zamieszkał w Kanadzie, gdzie zmarł 29 kwietnia 1970 r.

## Odznaczenia
- rosyjski Order Św. Anny – 4 klasy
- łotewski Order Trzech Gwiazd – 4 klasy
- polski Order Polonia Restituta – 4 klasy
- szwedzki Ordere Wazy – 3 klasy
- niemiecki Żelazny Krzyż – 2 klasy